# Boroșneu Mare
Boroșneu Mare [ˈboroʃneu ˈmare] (veraltet Boroșnăul Mare; deutsch Groß-Weindorf, ungarisch Nagyborosnyó) ist eine Gemeinde im Kreis Covasna in der Region Siebenbürgen in Rumänien.

## Geographische Lage

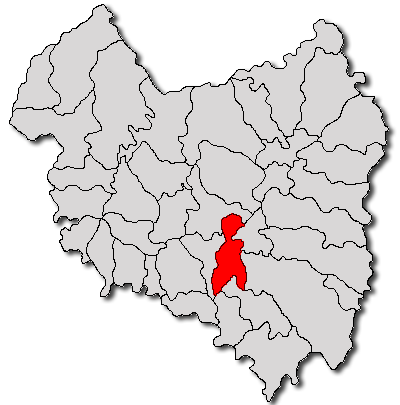
Lage der Gemeinde Boroșneu Mare im Kreis Covasna

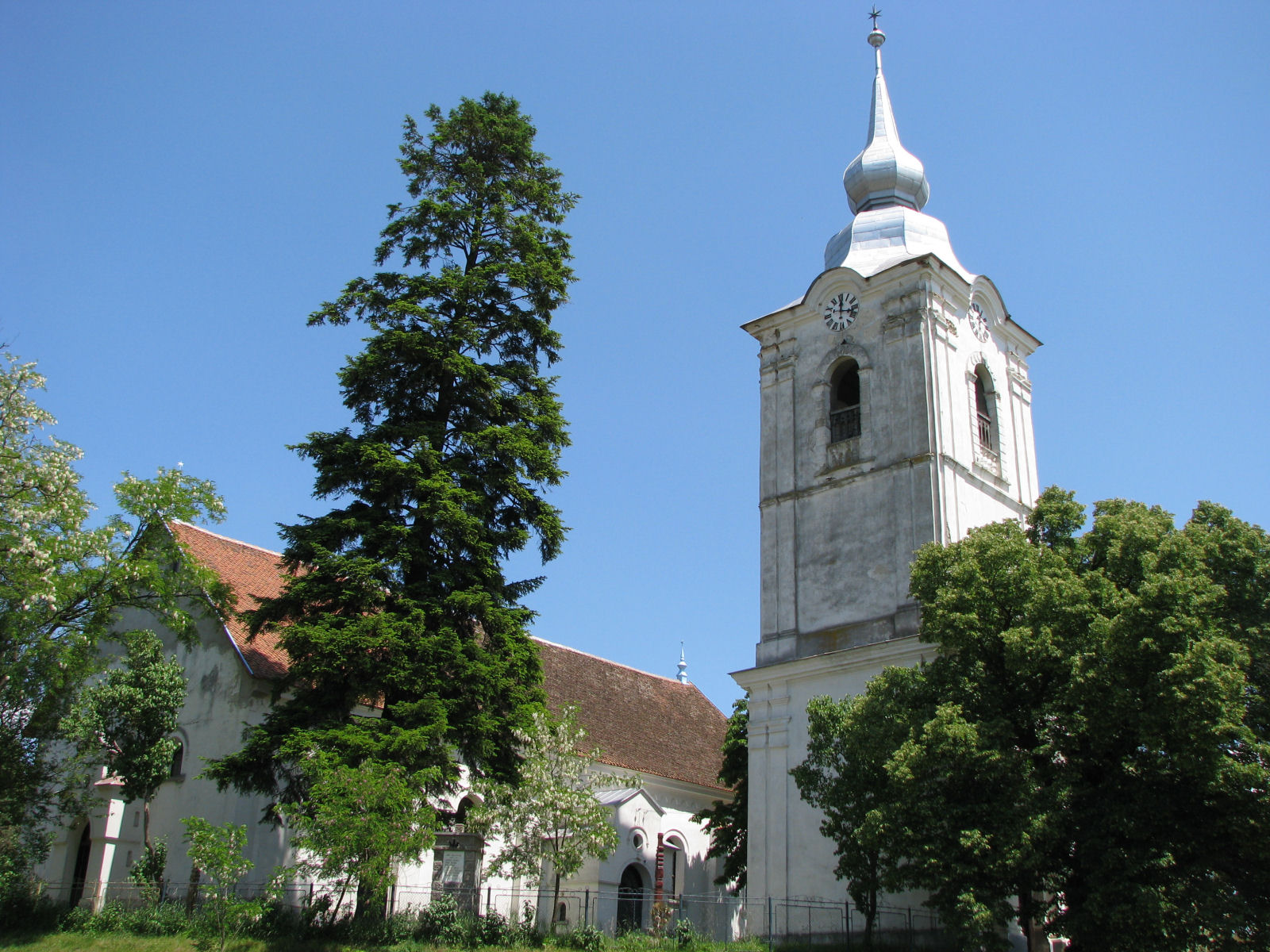
Reformierte Kirche in Leț

Die Gemeinde Boroșneu Mare liegt in den Nordwestausläufern des Întorsura Gebirges – ein Teilgebirge der Ostkarpaten. An der Mündung des Baches Valea Mare in den Covasna, zwei Kilometer südlich des Drum național 13E und der Bahnstrecke Brașov–Sfântu Gheorghe–Târgu Secuiesc befindet sich der Ort Boroșneu Mare 14 Kilometer westlich von der Kleinstadt Covasna und etwa 20 Kilometer östlich von der Kreishauptstadt Sfântu Gheorghe (Sankt Georgen) entfernt.

## Geschichte
Der mehrheitlich von Magyaren bewohnte Ort Boroșneu Mare wurde nach unterschiedlichen Angaben erstmals 1332 oder 1372 urkundlich erwähnt.
Eine Besiedlung auf dem Areal des Gemeindezentrums deutet mit dem archäologischen Fund des Kastells Boroșneu Mare bis in die Römerzeit zurück. Auf dem von den Einheimischen genannten Areal Dealul Cetății (ungarisch Várhegy), wurden laut Márton Roska archäologische Funde der Jungsteinzeit zugeordnet. Auch auf dem Areal des eingemeindeten Dorfes Țufalău (ungarisch Cófalva) wurden Besiedlungen in die Jungsteinzeit und Bronzezeit datiert. Des Weiteren wurden auf dem Gebiet des eingemeindeten Dorfes Boroșneu Mic (Klein-Weindorf) zahlreiche archäologische Funde unterschiedlichen Zeitalter zugeordnet, von denen die meisten sich im Museum der Kreishauptstadt befinden. Laut dem Verzeichnis historischer Denkmäler des Ministeriums für Kultur und nationales Erbe (Ministerul Culturii și Patrimoniului Național) wurden auf dem Areal Cetatea Viezurei (ungarisch Borzvára) in Boroșneu Mic und im eingemeindeten Dorf Leț (ungarisch Lécfalva) auf dem Berg Dealul cetății (ungarisch Várhegy), einer Anhöhe von etwa 575 m,  Besiedlungen der Jungsteinzeit und der Bronzezeit zugeordnet.
Zur Zeit des Königreichs Ungarn gehörte Boroșneu Mare dem Stuhlbezirk Sepsi in der Gespanschaft Háromszék (rumänisch Comitatul Trei-Scaune). Anschließend gehörte Micfalău dem historischen Kreis Trei-Scaune (deutsch Drei Stühle) und ab 1950 dem heutigen Kreis Covasna an.

## Bevölkerung
Die Bevölkerung der Gemeinde Boroșneu Mare entwickelte sich wie folgt:
| 1850 | 3.527 | 52  | 3.374 | -  | 101            |
| 1930 | 4.012 | 60  | 3.799 | 16 | 137            |
| 1977 | 3.020 | 46  | 2.772 | -  | 202            |
| 2002 | 3.086 | 144 | 2.758 | -  | 184            |
| 2011 | 3.097 | 92  | 2.890 | 2  | 113            |
| 2021 | 3.186 | 78  | 2.866 | -  | 242 (129 Roma) |

Seit 1850 wurde auf dem Gebiet der Gemeinde Boroșneu Mare die höchste Einwohnerzahl (5001) 1910 ermittelt. Die höchste Anzahl der Magyaren (3994) wurde 1941, die der Rumänen (1082) 1920, die der Roma (254) 1956 und die der Rumäniendeutschen wurde 1930 registriert.

## Sehenswürdigkeiten
- Im eingemeindeten Dorf Dobolii de Sus (ungarisch Feldoboly) die reformierte Kirche 1667 errichtet und 1773 erneuert, steht unter Denkmalschutz.[7]
- Im eingemeindeten Dorf Țufalău das Landhaus der ungarischen Adelsfamilie Veress, 1794 errichtet, steht unter Denkmalschutz.[7]
- Am nördlichen Rand des Gemeindezentrums das Kastell Boroșneu Mare, deutlich im Gelände zu sehen, steht unter Denkmalschutz.[7]